# Ивано-Франковский богословский институт имени преподобного Феодосия Манявского
Ивано-Франковский богословский институт имени преподобного Феодосия Манявского — высшее духовное учебное заведение Православной церкви Украины (ранее — Украинской православной церкви Киевского патриархата), расположенное в городе Ивано-Франковске, Украина.
Институту присвоено имя преподобного Феодосия Манявского.

## История
Создан в 2002 году по ходатайству архиепископа Ивано-Франковского и Галицкого Иоасафа (Василикива) по благословению патриарха Киевского и всей Руси-Украины Филарета (Денисенко) и решением Священного синода УПЦ КП. Носит имя преподобного Иова Манявского.
Институт вошел в историю УПЦ КП, как первый, который сумел пройти государственное лицензирование и аккредитацию.
Целью института является подготовка священнослужителей, преподавателей богословских и религиоведческих дисциплин. Студенты института получают высшее богословское и высшее гуманитарное образование, изучают философию разных направлений, психологию, богословие и другие гуманитарные дисциплины. Срок обучения составляет 5 лет.

## Структура
В институте организованы четыре кафедры:
- Кафедра Священного Писания
- Кафедра богословия
- Кафедра церковной истории
- Кафедра гуманитарных дисциплин

За время функционирования с 2002 года институт выпустил более 120 магистров богословия и 160 бакалавров философии (религиоведение). Большинство выпускников стали священнослужителями и не только ведут свою пастырскую деятельность, но преподают в средних школах и других учебных заведениях. Среди выпускников института также два архиерея ПЦУ.